# Barış Akarsu
 (avril 2020).
Si vous disposez d'ouvrages ou d'articles de référence ou si vous connaissez des sites web de qualité traitant du thème abordé ici, merci de compléter l'article en donnant les références utiles à sa vérifiabilité et en les liant à la section « Notes et références ».
Barış Akarsu (29 juin 1979, Bartın - 4 juillet 2007, Bodrum) était un musicien de rock turc qui a acquis la célébrité dans son pays après avoir gagné l'émission de télévision Akademi Türkiye (équivalent de Star Academy en France) en 2004.
Il a sorti deux albums en trois ans. Il tenait également le premier rôle de la série télévisée Yalancı Yarim.

## Biographie

### Carrière musicale
Barış Akarsu a d'abord été animateur et musicien à Antalya. Il est ensuite allé à Karadeniz Ereğli où il a fait quelques concerts dans des bars ainsi que des émissions de télévision et de radio. Il a ensuite participé à Akademi Türkiye et a gagné la compétition en juillet 2004. Il est parti à Istanbul juste après la compétition et a poursuivi sa carrière musicale. Après Akademi Türkiye, il a donné de nombreux concerts en Turquie.
Islak Islak, son premier album, a renforcé sa popularité, grâce à la reprise de la célèbre chanson du même nom de Cem Karaca. L'album contient également la chanson Amasra dans laquelle Barış rend hommage à ses fans et à sa patrie. Son deuxième album est sorti en été 2006, intitulé Düşmeden Bulutlara Koşmak Gerek. Barış Akarsu travaillait à son troisième album lorsqu'il est décédé.

### Séries TV
Barış a joué dans la sitcom Yalancı Yarim, conçue comme un programme estival de comédie. Cependant, à la demande des fans, les producteurs filmèrent de nouveaux épisodes. Dans la série, Barış Akarsu joue le rôle d'un jeune homme riche, Tarık Tekelioğlu, qui va en Italie pour ses études mais finit par faire carrière comme pilote de rallye. Son père découvre la vérité et Tarık est forcé à rester en Turquie pour travailler et rembourser l'argent que son père lui a donné pour ses études. Au cours de ces événements, Tarık rencontre Naz, fille d'un ami du père de Tarık, et les séries suivantes montrent leur liaison amoureuse compliquée.

### Une fin trop rapide
Le 29 juin 2007, Akarsu est en route pour Bodrum où une fête est prévue pour son anniversaire. En voiture avec deux autres passagers, ils heurtent un camion à une intersection dépourvue de feux de signalisation. Zeynep Koçak, la conductrice de la voiture, et Nalan Kahraman qui était son amie, décèdent sur le coup, alors que Barış Akarsu est transporté à l'hôpital dans un état critique. Le 4 juillet 2007, il meurt des suites de l'accident. Il est resté dans un coma profond pendant 5 jours avant que les médecins ne constatent le décès.